# اجیدو
اجیدو (به لاتین: Adjido) یک منطقهٔ مسکونی در بنین است که در استان کوفو واقع شده‌است.

## خصوصیات
اجیدو ۹٬۰۶۴ نفر جمعیت دارد.